# Peggy Sylopp
Peggy Sylopp (* 22. Juli 1966 in Aschaffenburg) ist eine deutsche Künstlerin und Informatikerin. Sie lebt und arbeitet in Berlin.

## Leben
Peggy Sylopp absolvierte in den 1990er Jahren eine Ausbildung zur fototechnischen Assistentin. Sie experimentierte mit verschiedenen Formen darstellender Kunst (Musik, Schauspiel, Pantomime, Tanz) und wandte sich dann den Medien Fotografie, Super 8 und Video zu, die sie zu Environments für Bühnen und Live Acts verarbeitete. Daneben arbeitete sie als Taxifahrerin, Mediendesignerin und spielte Schlagzeug. Seit 1999 ist der Computer ihr bevorzugtes künstlerisches Werkzeug.
2009 beendete sie ihr Informatikstudium an der Technischen Universität Berlin mit einer Diplomarbeit zum Thema Konzeption und Implementierung von Analysetechniken für rekonfigurierbare Objektnetze. Im Jahr 2011 folgte eine Masterarbeit über Kunst, Bildung und Technologie mit einem Fokus auf Gender-Aspekten an der Humboldt-Viadrina School of Governance im Studiengang Master of Public Policy unter dem Titel Kreative Konzepte zur Vermittlung neuer Technologien. Technikentfremdung in der Gesellschaft und Potentialität künstlerischer Methoden zu deren Überwindung.
Peggy Sylopp hat zwei Töchter.

## Werk
Peggy Sylopp verbindet in ihren Arbeiten Kunst, Wissenschaft und Technik auf vielfältigen Ebenen. Ab 2000 beschäftigte sie sich mit digitaler visueller Kunst, für die sie zunächst Videoaufnahmen und Fotografien verarbeitete. Daneben erstellte sie 3D-Objekte als Environment für Bühne und Events, seit 2002 mit echtzeitgenerierter Grafik in Zusammenarbeit mit Klangkünstlern und Tänzerinnen. Von 2000 bis 2007 bildete sie mit dem Klangkünstler Giovanni Longo das Künstler- und Kuratorenduo generative.org. Die Kooperation führte zu einer Nominierung für den Deutschen Klangkunst Preis im Jahr 2008.
Seit 2010 betreibt Peggy Sylopp das pexlab.space in Berlin. In ihren interdisziplinären Projekten setzt sie sich für Open-Source-Technologien und Partizipation ein. Sie war Initiatorin für die Initiative Internet als Menschenrecht bei Freifunk. Mehrmals wurde sie auf die re:publica als Rednerin eingeladen, etwa 2016 und 2018.
2016 schrieb sie in Kooperation mit dem Fab Lab Berlin zwei vom Bundesministerium für Bildung und Forschung Light Care Call ausgezeichnete Projekte: Costum DIY Limbs mit Annemarie Hackel und Made for my Wheelchair mit Raul Krauthausen.
Seit 2017 leitet sie das Citizen-Science-Projekt Hear How You Like To Hear am Fraunhofer-Institut für Digitale Medientechnologie in Oldenburg. Sie hat das erste Open-Source-Projekt und auch das erste Citizen-Science-Projekt am Fraunhofer IDMT auf den Weg gebracht. Als Künstlerin hat sie regelmäßig Ausstellungen, u. a. mit Sandra Becker, Gisela Weimann, Betina Kuntzsch.
Die Arbeiten von Peggy Sylopp sind von künstlerischen Ausdrucksformen der Avantgarde inspiriert, etwa dem Minimalismus oder der Fluxusbewegung. Sie denkt diese in den Bereich der zeitgenössischen elektronischen und digitalen Kunst weiter. In Performances und Installationen kombiniert sie unterschiedliche visuelle Techniken wie Live-Video-Processing, Steuerung mit Sound, digitale Feedbacksysteme mit der Echtzeit-Generierung von Grafik, Bewegungserkennung, abstrakten 3D-Objekten, 3D-Animationen amorpher Flächen, Projektionsüberlagerungen und -verzerrungen.

## Auszeichnungen
- 2015: Artist in Residence am Media Art Lab Mercosul des Goethe-Instituts in Porto Alegre, Brasilien[13]
- 2009: Ankauf der audiovisuellen Installation „SPECTRUM“ durch das Skulpturenmuseum Marl
- 2008: Nominierung für den Deutschen Klangkunst-Preis[12]

## Gruppenausstellungen
- 2017 Licht, Group Global 3000, Berlin
- 2015 Observation Space, Goethe-Institut Porto Alegre[14]
- 2010 Positionen + Gegenwart – 1960–2010, Gedok Berlin, Kunstraum Kreuzberg, Berlin
- 2008 Sample #1, Projektraum Deutscher Künstlerbund, Berlin
- 2006 40 Jahre Videokunst – was fehlt?, Projektraum Deutscher Künstlerbund, Berlin[15]

## Einzelausstellungen
- 2017–2018 Twilight, Donau Ecke Ganghofer[16]